# 唐昭宗遇弑
唐昭宗遇弑，是唐天祐元年八月十一日（904年9月22日）唐昭宗在朱溫的指示下，於洛陽被蔣玄暉、朱友恭、氏叔琮帶兵入宮殺害的事件。

## 背景
天復三年（903年）正月，朱溫打敗鳳翔節度使李茂貞，將搶到手的昭宗從鳳翔帶回長安，遂控制了長安以東的關中地區。同時朱溫殺害了試圖重新招募禁軍的宰相崔胤和图谋反对自己的前宰相张濬等人，並於天祐元年正月脅迫唐昭宗遷都洛陽，同時下令汴軍拆毀長安所有房屋，將木材順水運到洛陽。昭宗到了陝州，密詔淮南节度使楊行密、河东节度使李克用和西川节度使王建發兵救駕，同時以何皇后生產為由試圖拖延時間。朱溫大怒，派牙將寇彥卿前往陝州逼迫昭宗東遷，又在谷水行宮將昭宗的近侍全部灌醉坑殺，换上年貌身高相当的二百人顶替，昭宗一時竟然不能察覺，自此昭宗完全落入了朱溫控制之下。

## 謀劃
在朱溫逼昭宗遷都洛陽後，鳳翔李茂貞、邠寧楊崇本、河東李克用、幽州劉仁恭、西川王建、襄陽趙匡凝、淮南楊行密結成了反朱溫聯盟。朱溫率軍進攻李茂貞和楊崇本，因嫌昭宗年長難控制，謀立易於挾制的幼君。於是朱溫派心腹李振到洛陽，與樞密使蔣玄暉及養子左龍武統軍朱友恭，右龍武統軍氏叔琮等謀劃殺害昭宗。

## 行凶
天祐元年八月十一日晚上，朱友恭、氏叔琮、蔣玄暉帶兵入宮。昭宗被劫離長安後，每日與皇后和宮人借酒澆愁。當夜二鼓時分，蔣玄暉派龍武衙官史太帶領百人敲皇宮內門，謊稱朱溫有軍前急奏要當面對昭宗報告。內門打開後，兵卒魚貫而入，蔣玄暉在每個門留十人把守，帶兵進入椒殿院，夫人裴貞一開門，對蔣玄暉說：「急奏不應以卒來。」史太殺害了她，兵士直入殿下，蔣玄暉喊：「至尊何在？」昭儀李漸榮在軒前對蔣玄暉喊道：「院使莫傷官家，寧殺我輩。」昭宗正醉臥，聽到動靜急忙起身，史太持劍衝入椒殿，昭宗只穿著單衣繞柱逃跑，李漸榮以身護昭宗，均被史太殺害。軍士抓到了何皇后，也要殺害她，何皇后向蔣玄暉哀求，因為朱溫只下令殺昭宗，蔣玄暉放了何皇后就走了。

## 後續
十三日，蔣玄暉假造遺詔，將殺害昭宗的罪名推到李漸榮、裴貞一頭上，誣陷她們在下棋時殺害昭宗，追削二人為悖逆庶人，立輝王李祚為皇太子監國事。又假傳何皇后令，讓太子於柩前即位，是为唐哀帝。宫中連為昭宗哭泣都不敢出聲。朱溫在關中聽到了昭宗的死訊，佯作吃驚倒地痛哭。十月初三日，朱溫返回洛陽，伏在柩前流涕，又在新帝面前聲稱此事非出己意，並請懲辦罪人。此前護駕軍工中有在市場上搶米的，十月初四日朱溫以不恤士卒、侵擾市肆的罪名貶朱友恭崖州司戶，復其姓名李彥威，氏叔琮貶白州司戶，既而賜二人自盡。氏叔琮死前大罵朱溫：「賣我性命，欲塞天下之謗，其如神理何！」
同时，朱温因史太弑君有劳，不久就用为棣州刺史。哀帝登基后，何皇后为皇太后。次年二月，朱温命蒋玄晖杀死哀帝最年长的九个兄弟，六月在宰相柳璨等唆使下制造大杀朝臣的白马驿之祸，十二月又杀蒋玄晖和同谋弑君的太常卿张廷范，声言蒋玄晖同谋弑君，追削为凶逆百姓，同时亦杀柳璨和何太后。
其他同谋弑君的宣徽副使赵殷衡则未受到影响。